# 7553 Буї
7553 Буї (7553 Buie) — астероїд головного поясу, відкритий 30 березня 1981 року.
Тіссеранів параметр щодо Юпітера — 3,515.